# Читина (река)
Читина (англ. Chitina River, атна Tsedi Na’) — река на юго-востоке штата Аляска, США, приток реки Коппер.
Берёт начало в районе горного хребта Святого Ильи, из ледника Читина, и течёт главным образом в северо-западном направлении. Протекает через территорию национального парка Рангел-Сент-Элайас. Впадает в реку Коппер вблизи статистически обособленной местности Читина. Длина реки составляет 180 км. В бассейне реки Читина раньше осуществлялась добыча меди.
В переводе с атабаскского языка атна tsedi означает «медь», na’ — «река».